# 自由日 (马耳他)
1979年3月31日是马耳他历的纪念日自由日（马耳他语：Jum il-Ħelsien）。这是英国皇家海军撤出马耳他的周年纪念日。
在该国的比尔古海滨有一块自由日的纪念碑。